# Julien Coupat
Julien Coupat (* 4. června 1974, Bordeaux, Francie) je francouzský politický filosof a levicový aktivista.
V letech 2008-2009 byl perzekvován pro podezření z členství v údajné teroristické skupině zabývající se přípravou násilného svržení status quo. Pro nedostatek důkazů byl v dubnu 2009 osvobozen. Na jeho podporu se vyslovil i známý italský intelektuál Giorgio Agamben.